# Nicolò Coret

Nicolo' de Coret, italijanski rimskokatoliški duhovnik in tržaški škof.

## Življenjepis
Nicolo' de Coret je bil tržaški škof med 1575 in 1591.
Ni ostalo veliko osebnih podatkov o tem škofu. Po rodu je bil iz okolice Trenta. Bil je zaupnik in svetovalec nadvojvode Karla, ki ga je visoko cenil in končno imenoval za škofa. Spominjamo se ga v glavnem zato, ker je slovel zaradi neizprosnosti, s katero je preganjal protestante. Ker je v Trentu pohvalno »odpravil problem nove duševne kuge«, so ga poslali v naše kraje takoj, ko so se pojavili prvi protestanti v Istri in na Kranjskem. Leta 1590 je poročal papežu, da je na področju, ki mu je bilo zaupano, »popolnoma izruval plevel luteranstva«. Kakor zgleda, je tudi v naših krajih delovala inkvizicija, čeprav ni o tem ostalo nobene sledi.